# Ентомологічний заказник

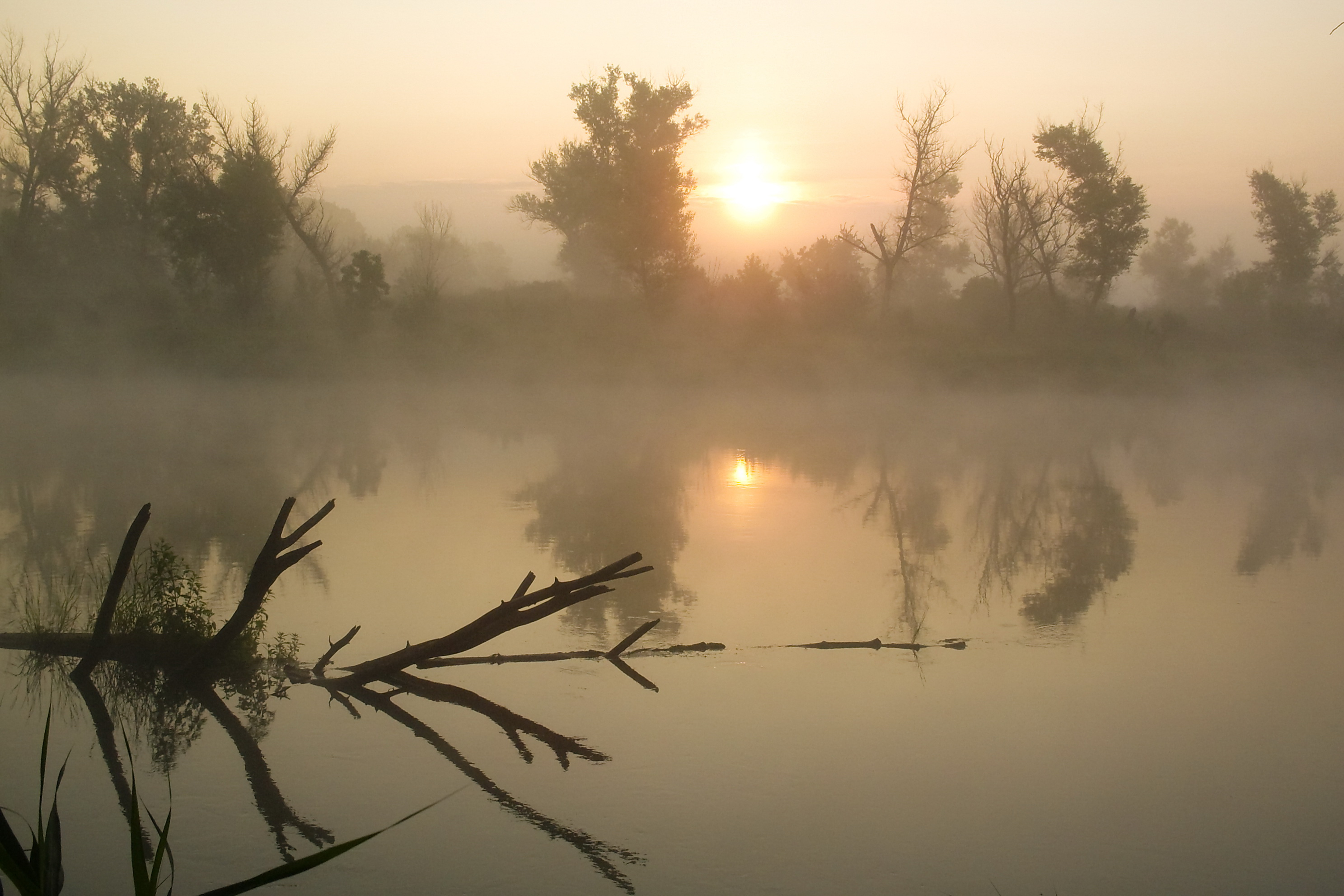
Ентомологічний заказник місцевого значення Кримський
(Луганська область, Україна)

Ентомологічний заказник — природно-заповідна територія, яку створюють задля забезпечення охорони комплексів, місць проживання (біогеоценозів), збереження рідкісних, зникаючих видів комах та інших безхребетних тварин.
В Україні станом на початок 2014 року існує 165 ентомологічних заказників.